# Paolo Maria Abbiati
Pour les articles homonymes, voir Abbiati.
Paolo Maria Abbiati, né à Milan et florissant à la fin du XVIIe siècle, est un graveur italien.

## Biographie
Paolo Maria Abbiati né à Milan selon Zani, actif vers 1686, est peut-être un parent de Giuseppe Abbiati.
Il est graveur sur cuivre.
On a gravé par cet artiste, sans nom de peintre ni date, le portrait de Girolamo Cornaro, procurateur de Saint-Marc.